# لوچو د کارو
لوچو د کارو (انگلیسی: Lucio De Caro؛ زادهٔ ۱۵ ژانویه ۱۹۲۲) کارگردان فیلم و نویسنده اهل ایتالیا است.
از فیلم‌هایی که وی در آن‌ها نقش داشته‌است، می‌توان به پاگنده به هنگ کنگ می‌رود اشاره نمود.